# Čittágongské hory

Čittágongské hory na mapě Bangladéše

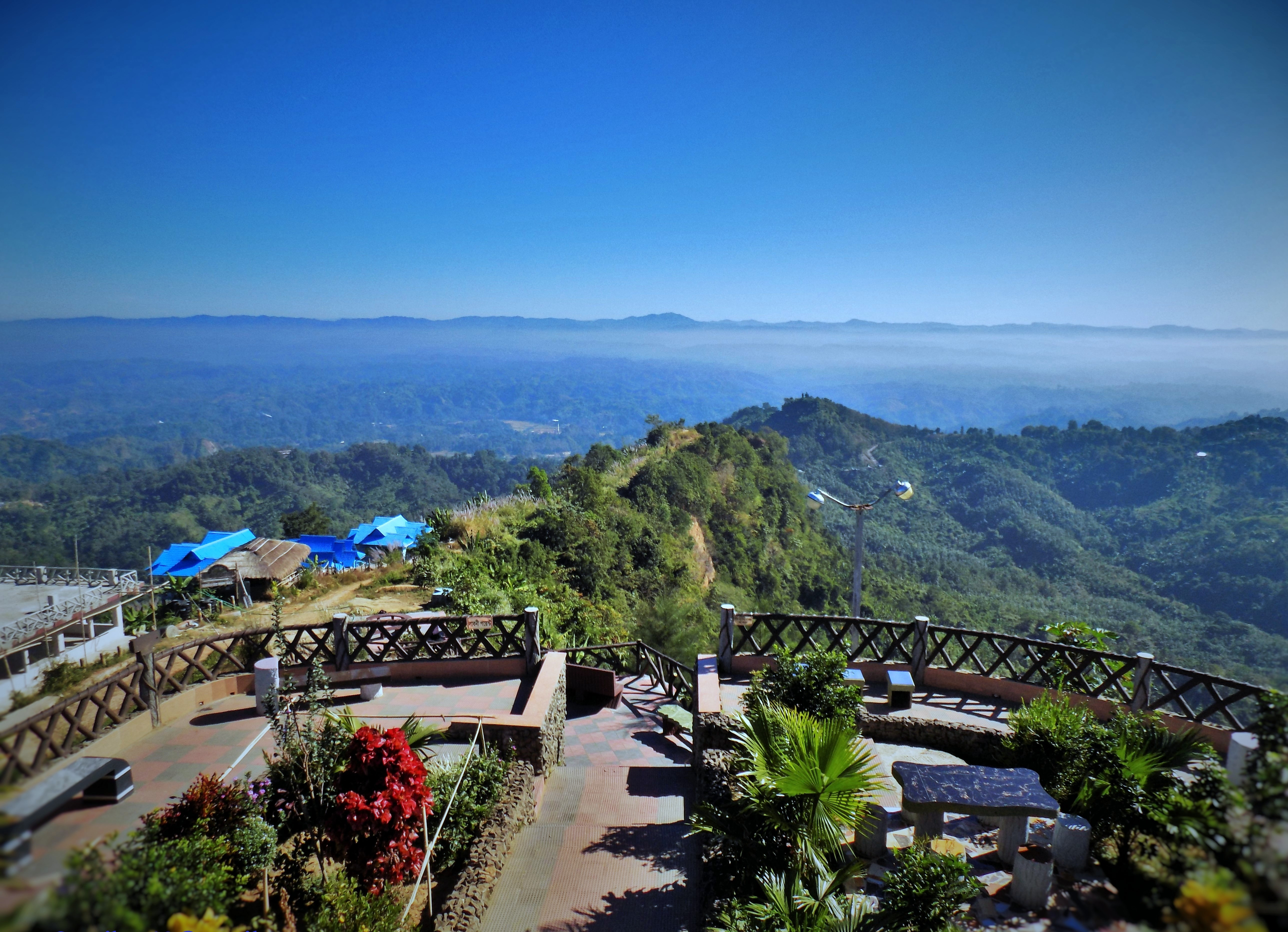
Krajina v okolí Bandarbanu

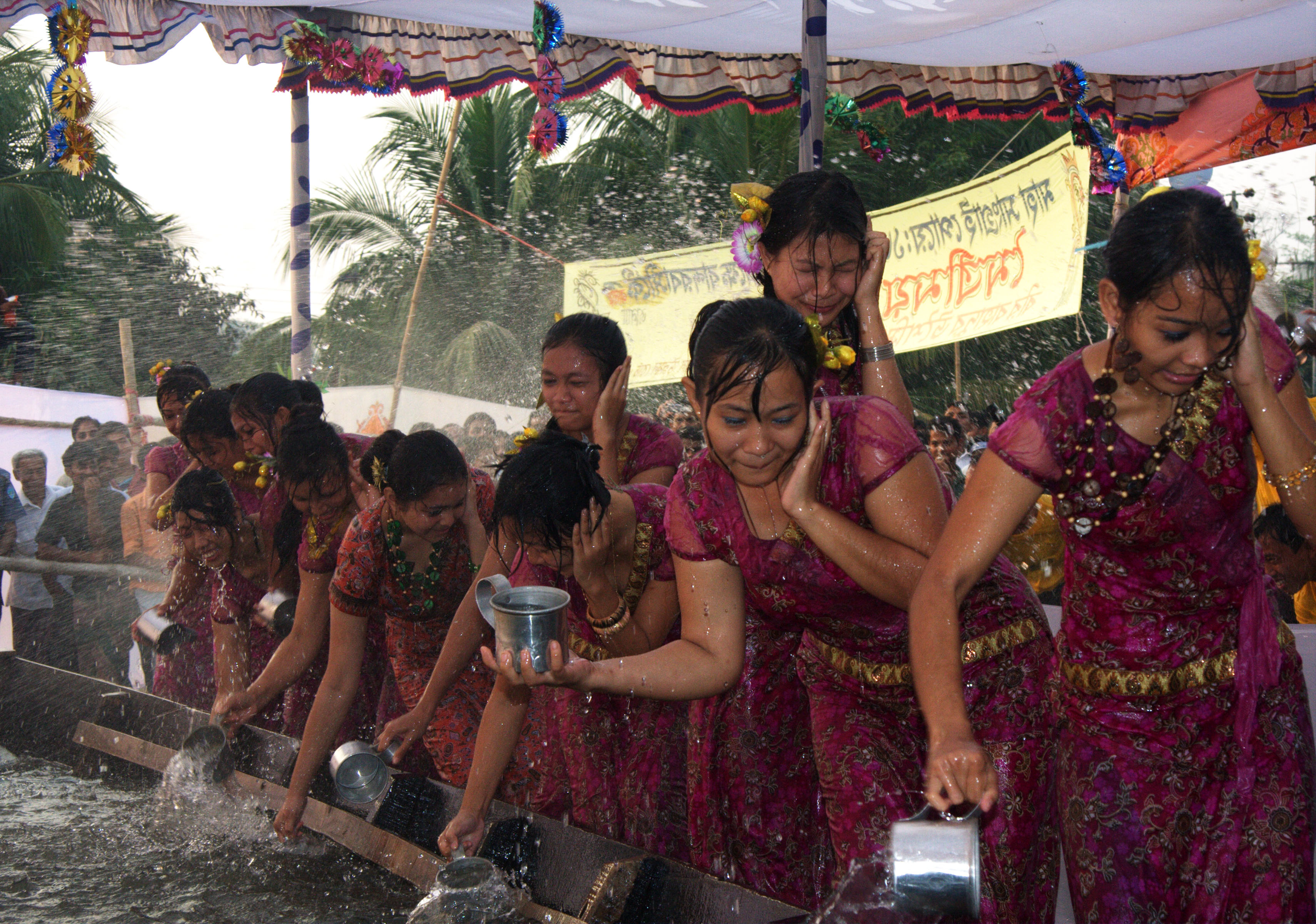
Domorodá slavnost

Čittágongské hory také Čitágáonské hory (anglicky Chittagong Hill Tracts) je region na jihovýchodě Bangladéše. Do roku 1984 byl okresem, nyní je rozdělen mezi tři okresy v rámci Čittágongské oblasti: Khagrachari, Rangamati a Bandarban. Region má rozlohu 13 295 km² a žije v něm okolo půldruhého milionu obyvatel (odhad z roku 2011). Na rozdíl od zbytku Bangladéše je tvořen kopcovitou lesnatou krajinou, nachází se zde nejvyšší hora země Mowdok Mual (1052 m n. m.). Něco přes polovinu obyvatel tvoří domorodé kmeny Čakmové, Marmové a další, kteří vyznávají převážně buddhismus.

Vlajka separatistů

V roce 1972 založil Manabendra Narajan Larma Sjednocenou lidovou stranu Čittágongských hor, která hájí práva domorodých obyvatel. Strana požadovala rozsáhlou autonomii oblasti a protestovala proti tomu, že Bengálci zabírají místní půdu, převážně za účelem pěstování tabáku. Ozbrojené složky strany nazývané Šánti Báhiní zahájily roku 1977 bojové akce proti centrální vládě. Povstalci nacházeli útočiště v indickém státě Tripura, zatímco akce bangladéšských vojáků dopadaly převážně na civilní obyvatelstvo, armáda byla mezinárodními organizacemi pro lidská práva obviňována ze zabíjení a znásilňování domorodců. Premiérka Šajch Hasína Vadžídová zahájila jednání s rebely a 2. prosince 1997 byla podepsána mírová smlouva, která vedla mimo jiné k vytvoření samosprávy složené ze zástupců domorodých kmenů a k legalizaci Sjednocené lidové strany. Část povstalců však odmítla složit zbraně a v oblasti stále dochází k občasným nepokojům.